# Bleicherode
Bleicherode település Németországban, azon belül Türingiában. Lakosainak száma 10 151 fő (2023. december 31.).

## Népesség
A település népességének változása:
| Lakosok száma | 6134 | 10 419 | 10 129 | 10 163 | 10 151 |
|               | 2017 | 2019   | 2021   | 2022   | 2023   |